# اسطوره زندگی زردشت
اسطوره زندگی زردشت نام کتابی است که در آن دربارهٔ شخصیت تاریخی زردشت، زندگی اساطیری وی و کشف حقیقت از خلال منابعی نظیر دینکرد هفتم یا زراتشت‌نامه پژوهش و بحث شده است. مؤلفان کتاب دو تن از چهره‌های دانشگاهی شناخته شده در حوزهٔ تاریخ و اساطیر ایران احمد تفضلی و ژاله آموزگار هستند. منابع مورد استفاده در این کتاب، بندهایی از کتاب پنجم دینکرد، کتاب هفتم دینکرد، بخش کوتاهی از کتاب نهم دینکرد، فصل‌هایی از گزیده زادسپرم و دو فصل از روایات پهلوی بوده است. افزون بر این بخش‌هایی از وجرکردینی و خلاصه ای از زراتشت نامه نیز به فارسی برگردانده شده است. همچنین بخشی از کتاب عربی ملل و نحل اثر محمد بن عبدالکریم شهرستانی نیز بر این مجموعه افزوده شده است.
این کتاب برای اولین بار در پائیز سال ۱۳۷۰ خورشیدی در ۲۱۱ صفحه از سوی نشر چشمه و کتابسرای بابل چاپ شد و شامل بخش‌های زیراست:
- پیشگفتار
- شخصیت تاریخی زردشت، آخرین پژوهش‌ها با نتیجه‌گیری دربارهٔ زمان، مکان و زندگی تاریخی و حقیقی پیامبر مزدیسنایی ذکر شده است.
- چکیده‌ای از زندگانی اساطیری زردشت
- معرفی منابع

بخش نخست:
1. دینکرد هفتم
2. دینکرد پنجم
3. دینکرد نهم

- بخش دوم: گزیده‌های زادسپرم
- بخش سوم: روایات پهلوی
- بخش چهارم: وجرکرد دینی
- بخش پنجم: زراتشت نامه
- بخش ششم: ملل و نحل[۴]